# Inditex

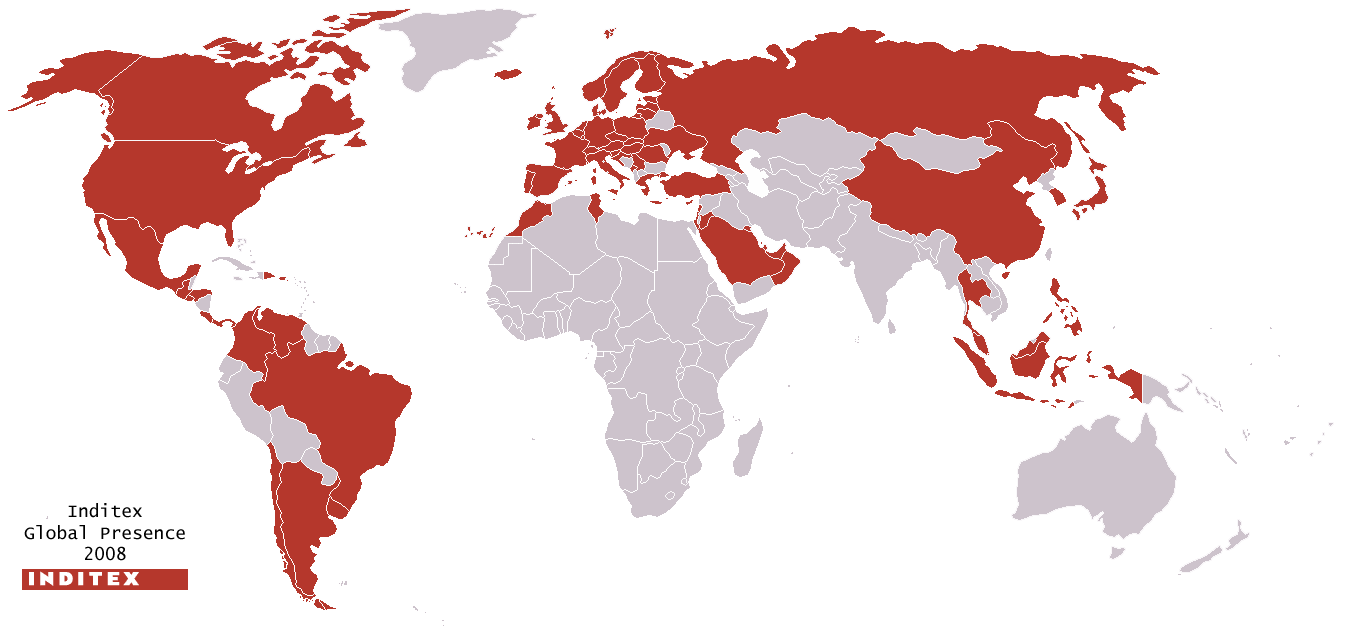
Prezența Inditex în Lume

Inditex, INdustrias de DIseño TEXtil, S.A., este o companie producătoare de haine din Spania, controlată de cel mai bogat om din Spania, Amancio Ortega.
Inditex este cel mai mare retailer de îmbrăcăminte din Europa.
Compania deține mărcile Zara, Pull & Bear, Massimo Dutti, Bershka, Stradivarius, Oysho, Zara Home și Kiddy’s Clas.
Inditex are deschise 3.558 de magazine în 68 de țări și are în total peste 69.000 de angajați.
Primul magazin Zara s-a deschis în 1975, în Coruna, Spania.
În anul 2006 vânzările nete ale Inditex au fost de 8,2 miliarde de euro, în creștere cu 22% față de anul precedent.
Peste 60% din încasări sunt realizate din operațiunile internaționale.

## Inditex în România
Compania a intrat direct pe piața din România în 2007, după ce timp de patru ani a fost reprezentată de două unități, un magazin Zara și unul Pull and Bear, deschise în franciză în centrul comercial Plaza România din București, prin intermediul companiei de retail Azali Trading, parte a grupului Azadea.
Brandul Zara, cel mai important din portofoliul Inditex la nivel local, a adus companiei în 2008 venituri de 32,7 mil. euro, cu doar cinci magazine, intrând astfel în topul celor mai mari cinci jucători din industrie, în condițiile în care cu un an în urmă nu a atins pragul de un milion de euro.
În august 2009, compania deținea 24 de magazine în România,
iar în iulie 2010, numărul acestora a ajuns la 36.
În martie 2012, compania a ajuns la un număr de 77 de magazine cu cele șapte branduri cu care este prezent pe piața locală - Zara, Zara Home, Bershka, Stradivarius, Pull&Bear, Oysho și Massimo Dutti.
În anul 2009, compania a avut în România vânzări de 75 de milioane de euro și un profit de 17,5 milioane de euro.
În anul 2010 a avut o cifră de afaceri de 100 de milioane de euro, iar pentru 2011 cifra de afaceri a fost estimată la 150 de milioane euro.
La începutul pandemiei, în perioada februarie-iulie 2020, cel mai mare retailer de haine din lume a raportat pierderi de 195 de milioane de euro, dar în 2021 compania și-a revenit, cu creșteri în vânzări de 49%. 